# Olympic Gold: Barcelona '92
Olympic Gold: Barcelona '92 è un videogioco sportivo pubblicato nel 1992 per Game Gear, Sega Mega Drive e Sega Master System.
Gioco ufficiale dei Giochi della XXV Olimpiade, il titolo è sponsorizzato da The Coca-Cola Company.